# Oleksandr Usyk
Oleksandr Usyk (ukrajinsky Олександр Усик, * 17. ledna 1987 v Simferopolu, SSSR) je ukrajinský profesionální boxer, nastupující v těžké váze. Je vysoký 191 cm a je levák o rozpětí paží 198 cm.
Je olympijským vítězem z her 2012 v Londýně, kde startoval v těžké váze. O rok dříve se stal také amatérským mistrem světa.
V roce 2013 započal profesionální kariéru. Dne 17. září 2016 se stal mistrem světa organizace WBO v křížové váze, 27. ledna 2018 získal rovněž pás organizace WBC a 21. července 2018 k nim přidal pásy organizací WBA a IBF, čímž sjednotil divizi a stal se absolutním šampionem.
Později Usyk přestoupil do těžké váhové kategorie, kde nejprve zvítězil nad Chazzem Weatherspoonem a poté nad Dereckem Chisorou. Následně 25. září 2021 porazil favorizovaného Brita Anthonyho Joshuu na body a získal pásy organizací WBA, WBO, IBF a méně prestižní IBO.
18. května 2024 porazil Brita Tysona Furyho a přidal ke svým pásům organizací WBA, WBO, IBF a IBO také Furyho titul WBC, čímž se stal absolutním mistrem světa v těžké váze.
22. prosince 2024 v odvetě zvítězil nad Tysonem Furym, čímž potvrdil svou pozici šampiona v těžké váze. Na konci tohoto zápasu však nestál pás IBF, protože tento titul přešel k Danielu Dubois poté, co se ho Oleksandr Usyk vzdal po své první výhře nad Furym. Z tohoto důvodu se nejednalo o souboj o titul absolutního mistra světa.
19. července 2025 v odvetě porazil Daniela Duboise a znovu sjednotil všechny hlavní pásy v těžké váze. Stal se tak prvním boxerem od dob Muhammada Aliho, kterému se podařilo stát se dvojnásobným absolutním mistrem světa v těžké váze.
Po ruské invazi na Ukrajinu v únoru 2022 se připojil k ukrajinské armádě.

## Medaile z mezinárodních amatérských soutěží
- Olympijské hry - zlato 2012 (těžká váha)
- Mistrovství světa - bronz 2009, zlato 2011 (oboje těžká váha)
- Mistrovství Evropy - bronz 2006 (střední váha) a zlato 2008 (polotěžká váha)

## Profibilance
22 utkání - 22 vítězství (14× KO) - 0 porážek
| Výsledek | Bilance | Soupeř             | Typ výsledku       | Kolo     | Datum      | Místo konání                                                     |
| Výhra    | 1-0     | Felipe Romero      | TKO                | 5. z 6   | 11.9.2013  | Palác Sportu, Kyjev, Ukrajina                                    |
| Výhra    | 2-0     | Epifanio Mendoza   | TKO                | 4. z 6   | 14.12.2013 | Zimní stadion Terminal, Brovary, Ukrajina                        |
| Výhra    | 3-0     | Ben Nsafoah        | KO                 | 3. z 8   | 26.4.2014  | Koenig Pilsener Arena, Oberhausen, Německo                       |
| Výhra    | 4-0     | Cesar David Crenz  | KO                 | 4. z 8   | 31.5.2014  | Sportovní palác, Oděsa, Ukrajina                                 |
| Výhra    | 5-0     | Daniel Bruwer      | TKO                | 7. z 12  | 4.10.2014  | Aréna Lvov, Lvov, Ukrajina                                       |
| Výhra    | 6-0     | Danie Venter       | TKO                | 9. z 10  | 13.12.2014 | Palác Sportu, Kyjev, Ukrajina                                    |
| Výhra    | 7-0     | Andrej Kňjazev     | TKO                | 8. z 10  | 18.4.2015  | Palác Sportu, Kyjev, Ukrajina                                    |
| Výhra    | 8-0     | Johnny Muller      | TKO                | 3. z 12  | 28.8.2015  | Palác Sportu, Kyjev, Ukrajina                                    |
| Výhra    | 9-0     | Pedro Rodriguez    | TKO                | 7. z 12  | 12.12.2015 | Palác Sportu, Kyjev, Ukrajina                                    |
| Výhra    | 10-0    | Krzysztof Glowacki | body (3:0)         | 12 kol   | 17.9.2016  | Ergo Arena, Gdaňsk, Polsko                                       |
| Výhra    | 11-0    | Thabiso Mchunu     | KO                 | 9. z 12  | 17.12.2016 | Forum, Inglewood, Kalifornie, Spojené státy americké             |
| Výhra    | 12-0    | Michael Hunter     | body (3:0)         | 12 kol   | 8.4.2017   | MGM National Harbor, Oxon Hill, Maryland, Spojené státy americké |
| Výhra    | 13-0    | Marco Huck         | TKO                | 10. z 12 | 9.9.2017   | Max Schmeling Halle, Prenzlauer Berg, Německo                    |
| Výhra    | 14-0    | Mairis Briedis     | body (2:0)         | 12       | 27.1.2018  | Arena Riga, Riga, Lotyšsko                                       |
| Výhra    | 15-0    | Murat Gasijev      | body (3:0)         | 12       | 21.7.2018  | Olympijský stadion, Moskva, Rusko                                |
| Výhra    | 16-0    | Tony Bellew        | KO                 | 8. z 12  | 10.11.2018 | Manchester Arena, Manchester, Spojené království                 |
| Výhra    | 17-0    | Chazz Witherspoon  | odstoupení po kole | 7. z 12  | 12.10.2019 | Wintrust Arena, Chicago, Illinois, Spojené státy americké        |
| Výhra    | 18-0    | Dereck Chisora     | body (3:0)         | 12       | 31.10.2020 | The SSE Arena, Londýn, Spojené království                        |
| Výhra    | 19-0    | Anthony Joshua     | body (3:0)         | 12       | 26.09.2021 | Tottenham Hotspur Stadium, Londýn, Spojené království            |
| Výhra    | 20-0    | Anthony Joshua     | body (2:1)         | 12       | 20.08.2022 | Sportovní centrum krále Abdullaha, Džidda, Saúdská Arábie        |
| Výhra    | 21-0    | Daniel Dubois      | KO                 | 9. z 12  | 26.08.2023 | Městský stadion, Vratislav, Polsko                               |
| Výhra    | 22-0    | Tyson Fury         | body (2:1)         | 12       | 18.05.2024 | Kingdom Arena, Rijád, Saúdská Arábie                             |
| Výhra    | 23-0    | Tyson Fury         | body (3:0)         | 12       | 21.12.2024 | Kingdom Arena, Rijád, Saúdská Arábie                             |
| Výhra    | 24-0    | Daniel Dubois      | KO                 | 5. z 12  | 19.07.2025 | Wembley Stadium, Londýn, Spojené království                      |

## Osobní život
Usyk je ženatý, s manželkou Katerin má tři děti (narozené v letech 2009, 2013 a 2015). Při obsazení jeho rodného Krymu v roce 2014 Ruskem odmítl možnost získání ruského občanství s tím, že je hrdý Ukrajinec.
Usyk je křesťanem, po zápase s Anthony Joshuou řekl, že své vítězství věnuje především slávě "jeho Pánu, Ježíši Kristu".

## Zajímavost
Boxoval v těžké váze i na olympijských hrách 2008 v Pekingu a tehdy vypadl ve čtvrtfinále s Clementem Russem - tohoto Itala porazil o čtyři roky později v Londýně ve finále.
V březnu 2025 obdržel na Univerzitě Ministerstva vnitra titul doktora filozofie v oboru právo.